# Jerzy Woźnicki
Jerzy Marek Woźnicki (ur. 22 maja 1947 w Kotuniu) – polski inżynier elektronik, profesor nauk technicznych, specjalista w zakresie elektroniki próżniowej, optoelektroniki i fotoniki, rektor Politechniki Warszawskiej w latach 1996–2002, były przewodniczący Konferencji Rektorów Akademickich Szkół Polskich, były przewodniczący Rady Głównej Nauki i Szkolnictwa Wyższego.

## Życiorys

### Wykształcenie i działalność naukowa
Jego ojciec był wójtem gminy Wyszków oraz działaczem PSL Mikołajczykowskiego. Jerzy Woźnicki w 1964 ukończył XIV Liceum Ogólnokształcące im. Klementa Gottwalda w Warszawie. Później studiował na Wydziale Elektroniki Politechniki Warszawskiej. W 1970 obronił pracę magisterską poświęconą żyroskopii laserowej. W latach 1970–1973 studiował fizykę ciała stałego i optykę, będąc słuchaczem studium doktoranckiego w Instytucie Fizyki Politechniki Warszawskiej. W 1973 podjął pracę na tej uczelni w Instytucie Mikroelektroniki i Optoelektroniki. W 1979 uzyskał stopień doktora na podstawie rozprawy pt. Holografia z falami niejednorodnymi przy użyciu wiązki gaussowskiej. W 1989 otrzymał stopień doktora habilitowanego na podstawie pracy pt. Analiza i projektowanie konwerterów i wzmacniaczy obrazu. W 1996 otrzymał tytuł naukowy profesora. Od  1991 zajmował stanowisko profesora nadzwyczajnego, w 1996 został profesorem zwyczajnym.
W latach 1981–1984 był kierownikiem Zespołu Dydaktycznego Optyki Elektronowej na Wydziale Elektroniki Politechniki Warszawskiej. W latach 1984–1987 zajmował stanowisko kierownika utworzonego z jego inicjatywy Zespołu Badawczego Projektowania Przetworników Obrazu, zaś w okresie 1987 do 1990 kierował Zespołem Badawczym Automatyzacji Projektowania i Pomiarów Przetworników Obrazu. Również od 1984 do 1987 zajmował stanowisko zastępcy dyrektora Instytutu Mikroelektroniki i Optoelektroniki. W 1987 został kierownikiem Zakładu Przetworników Obrazu, od 2010 następnie Zakładu Fotoniki Obrazowej i Mikrofalowej.
Od 1990 do 1996 pełnił funkcję dziekana Wydziału Elektroniki Politechniki Warszawskiej. W latach 1996–2002 był rektorem Politechniki Warszawskiej.
Był wiceprzewodniczącym (1997–1999) i przewodniczącym (1999–2002) Konferencji Rektorów Akademickich Szkół Polskich, przewodniczącym Konferencji Rektorów Polskich Uczelni Technicznych (1997–1999) oraz Konferencji Rektorów Uczelni Warszawskich (1999–2002). Pełnił także funkcję wiceprzewodniczącego Narodowej Rady Integracji Europejskiej (1999–2001). Został honorowym przewodniczącym KRASP-u, prezesem Fundacji Rektorów Polskich (2002), dyrektorem Instytutu Społeczeństwa Wiedzy (2003) i  przewodniczącym Rady Głównej Nauki i Szkolnictwa Wyższego (2014–2017). W 2008 działał w zespole ekspertów do spraw reformy nauki przy minister Barbarze Kudryckiej.
W działalności naukowej i badawczej zajął się zagadnieniami z dziedziny optoelektroniki i fotoniki, takimi jak optyka światła spójnego i holografia, fotometria, miernictwo kineskopów, optyka elektronowa, analiza i projektowanie przetworników obrazu, układy przetwarzania obrazu, cyfrowe przetwarzanie obrazu. Zajmował się również kwestiami zarządzania uczelniami, uwarunkowaniami działania szkół wyższych i polityką edukacyjną. Prowadził działalność badawczo-rozwojową w obszarze tematycznym określanym jako kształcenie inżynierów, będąc członkiem American Society for Engineering Education.
Wypromował trzech doktorów w dziedzinie nauk technicznych w dyscyplinie elektronika. Jest autorem około 60 publikacji naukowych o tematyce technicznej oraz około 150 publikacji dotyczących zarządzania w szkołach wyższych i systemów kształcenia, a także polityki edukacyjnej i naukowej. Jest autorem raportów i ekspertyz dotyczących szkolnictwa wyższego m.in. dla Komisji Europejskiej, Europejskiego Centrum Szkolnictwa Wyższego UNESCO-Cepes oraz Urzędu Komitetu Integracji Europejskiej.

### Działalność pozanaukowa
Od 1992 do 1994 należał do Kongresu Liberalno-Demokratycznego, następnie działał w Unii Wolności, pełniąc m.in. funkcję sekretarza krajowego ds. nauki i oświaty. Członkostwo w partii zawiesił po wyborze na rektora PW. W 2004 został członkiem rady programowej Platformy Obywatelskiej.
W latach 1999–2005 był wiceprzewodniczącym rady nadzorczej Banku Pekao, następnie objął stanowisko jej przewodniczącego.

## Członkostwo
- Centralna Komisja do Spraw Stopni i Tytułów (2011–2012)
- Institute of Electrical and Electronics Engineers (od 1995)
- International Editorial Board „Higher Education in Europe” (1999–2009)
- Komitet Elektroniki i Telekomunikacji PAN (1987–2002)
- Komitet Etyki w Nauce przy Prezydium PAN (od 2009)
- Komitet Naukoznawstwa PAN (1996–2002)
- Komitet Polska w Zjednoczonej Europie przy Prezydium PAN (2003–2006, przewodniczący)
- Komitet Prognoz Polska 2000 plus przy Prezydium PAN (2003–2006)
- Rady Konsultacyjna ds. Reformy Edukacji Narodowej przy ministrze edukacji narodowej (1998–2001)
- Prezydium Zarządu Sekcji Polskiej Société parisienne pour l'industrie électrique (1989–1990)
- Zarząd Polskiego Komitetu Optoelektroniki (1990–1993)

## Wybrane publikacje
- Elastyczny system studiów dwustopniowych (red.), PWN, 1996.
- Podstawowe techniki przetwarzania obrazu, WKiŁ, 1996.
- Model zarządzania publiczną instytucją akademicką, ISP, 1999.
- Myśli o uczelni i społeczności akademickiej – wybrane z przemówień i publikacji Rektorów Politechniki Warszawskiej (współautor), Oficyna Wydawnicza PW, 2001.
- Raport o zasadniczych problemach szkolnictwa wyższego w polskim systemie edukacji narodowej (red., współautor), Oficyna Wydawnicza PW, 2002.
- Szkoły wyższe w partnerstwie ze swoim otoczeniem. Wybrane przemówienia i inne wystąpienia publiczne, Oficyna Wydawnicza PW, 2002.
- Korzyści i koszty związane z przystąpieniem Polski do Unii Europejskiej w sferze szkolnictwa wyższego (współautor), UKIE, 2003.
- Model współdziałania uczelni publicznych i niepublicznych – stan obecny i perspektywy (red.), FPiAKE-ISW, 2004.
- A Study on Current and Prospective Impact of Demography on Higher Education in Poland, FRP, 2007.
- Uczelnie akademickie jako instytucje życia publicznego, FRP, 2007.
- Założenia dotyczące rozwoju systemu informacji zarządczej w szkołach wyższych w Polsce (red.), FRP-ISW, 2008.
- The University as an Institution of Public Domain: the Polish Perspective, UNESCO-Cepes, 2009.

## Odznaczenia i wyróżnienia
- Krzyż Komandorski z Gwiazdą Orderu Odrodzenia Polski (2011)[2]
- Krzyż Komandorski Orderu Odrodzenia Polski (2000)[3][4]
- Krzyż Kawalerski Orderu Odrodzenia Polski (1994)[5]
- Odznaka honorowa „Za zasługi dla bankowości Rzeczypospolitej Polskiej” (2012)[6]
- Kawaler Legii Honorowej (Francja, 1996)
- Order Krzyża Ziemi Maryjnej III klasy (Estonia, 2002)[7]
- Doktor honoris causa Uniwersytetu Przyrodniczego we Wrocławiu (2013) oraz Uniwersytetu Warmińsko-Mazurskiego (2015)[8]